# Segundo axioma de numerabilidad
En topología, se dice que un espacio topológico {\displaystyle \left(X,{\mathcal {T}}\right)} verifica el segundo axioma de numerabilidad (o que es segundo numerable, o segundo contable) si su topología tiene una base numerable. En forma abreviada, suele decirse también que el espacio es 2AN o ANII.

## Propiedades
- El ser ANII es una propiedad global que limita el número de abiertos de la topología. De hecho, se demuestra que si (X,T) es ANII, entonces el cardinal de T es menor o igual que el cardinal del continuo.
- Ser ANII es una propiedad hereditaria: todo subespacio de un espacio ANII también lo es.[1]
- El producto numerable de espacios ANII es a su vez ANII.
- Todo espacio ANII es un espacio ANI.[2]
- Todo espacio ANII es un espacio de Lindelöf.[2]

## Ejemplos
- El espacio euclídeo {\displaystyle \mathbb {R} ^{n}} con su topología usual es ANII. Aunque la base formada por las bolas abiertas no es numerable, podemos encontrar una base que sí lo es: la formada por las bolas de radio racional y cuyo centro tenga coordenadas racionales.
- La táctica anterior puede repetirse en un espacio métrico separable ( i.e. que contenga un subconjunto denso numerable A). Como base basta escoger de nuevo las bolas de radio racional centradas en A.
- El espacio topológico trivial es ANII puesto que la única base de abiertos contiene un único elemento.[2]
- El espacio topológico discreto, {\displaystyle (X,\mathrm {T} _{D})}, es ANII si y sólo si {\displaystyle X} es numerable.[2]
- El espacio de Sorgenfrey no es ANII, aunque sí es ANI.[3]
- La recta cofinita, {\displaystyle (\mathbb {R} ,\mathrm {T} _{cof})}, no es ANII puesto que no es ANI.[3]